# 히가시쿠니 시게코

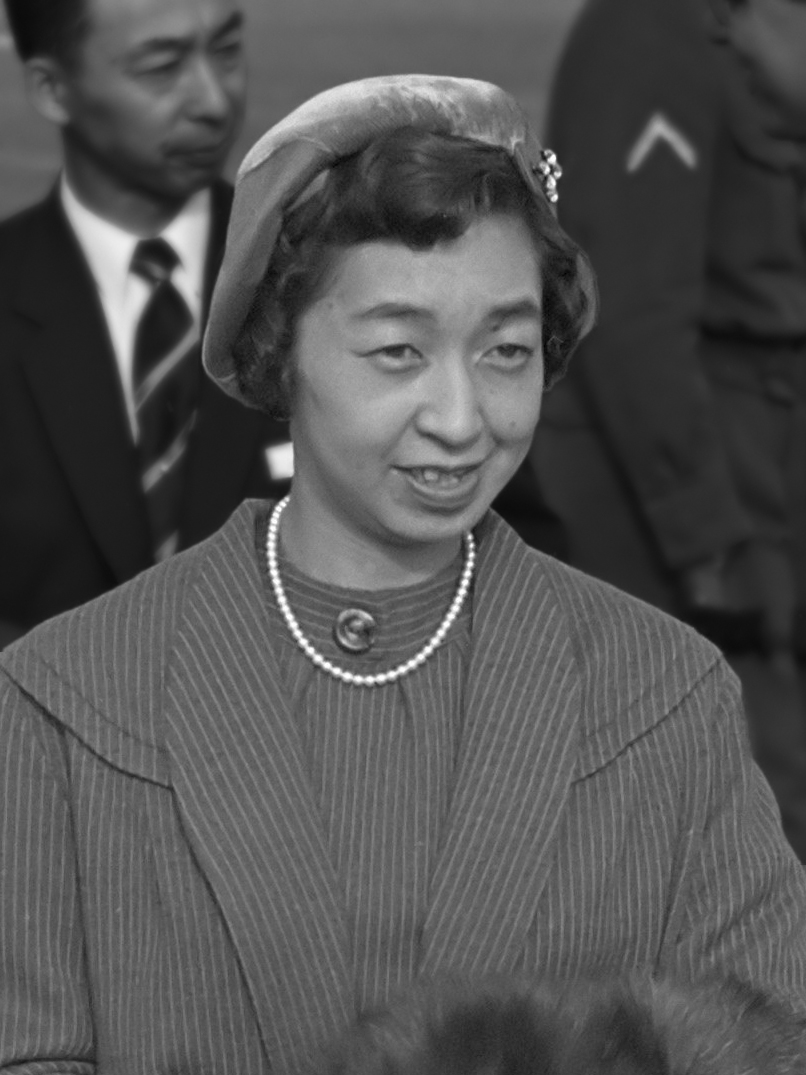
히가시쿠니 시게코 (1959년)

히가시쿠니 시게코(일본어: 東久邇成子, 1925년 12월 6일 ~ 1961년 7월 23일)는 일본의 옛 황족으로, 쇼와 천황과 고준 황후 사이의 장녀이자 첫 번째 자녀이다. 원래 이름은 데루노미야 시게코 내친왕(일본어: 照宮成子内親王), 모리히로 왕비 시게코 내친왕(일본어: 盛厚王妃 成子内親王)이다. 오시루시는 붉은 매화이다.
히가시쿠니노미야 모리히로 왕과 결혼했으며, 1947년 시아버지 히가시쿠니노미야 나루히코 왕이 황족에서 이탈했기 때문에 그의 아들 모리히로 왕과 결혼한 시게코 왕비도 황족에서 이탈하게 되었다. 노부히코를 비롯해 3남 2녀를 낳았으며, 1961년 암으로 죽었다. 무덤은 도쿄도 분쿄구의 도시마가오카 묘지에 있다.